# Borussia Verein für Bewegungspiele Neunkirchen 2002-2003
Questa voce raccoglie le informazioni riguardanti il Borussia Verein für Bewegungspiele Neunkirchen nelle competizioni ufficiali della stagione 2002-2003.

## Stagione
Nella stagione 2002-2003 il Borussia Neunkirchen, allenato da Jörg Nehren e Andreas Golombek, concluse il campionato di Regionalliga sud al 19º posto e fu retrocesso in Oberliga.

## Rosa
| N. |                     | Ruolo | Calciatore         |
| -- | ------------------- | ----- | ------------------ |
| 1  | Germania (bandiera) | P     | Sascha Purket      |
| 2  | Ghana (bandiera)    | D     | Richard Manu       |
| 3  | Germania (bandiera) | D     | Torsten Freyer     |
| 4  | Germania (bandiera) | A     | Ralph Flausse      |
| 5  | Germania (bandiera) | D     | Marco Schmit       |
| 7  | Germania (bandiera) | A     | Ewald Bucher       |
| 8  | Germania (bandiera) | A     | Björn Kriegshäuser |
| 9  | Germania (bandiera) | A     | Ronny Scholze      |
| 10 | Germania (bandiera) | C     | Roland Rein        |
| 11 | Germania (bandiera) | C     | Gazwan Avakhti     |
| 12 | Germania (bandiera) | D     | Andreas Golombek   |
| 13 | Croazia (bandiera)  | C     | Dragan Kulas       |
| 14 | Polonia (bandiera)  | D     | Waldemar Koc       |
| 15 | Germania (bandiera) | C     | Andreas Backmann   |

| N. |                        | Ruolo | Calciatore           |
| -- | ---------------------- | ----- | -------------------- |
| 15 | Germania (bandiera)    | C     | Dirk Fengler         |
| 16 | Germania (bandiera)    | A     | Markus Molter        |
| 17 | Turchia (bandiera)     | A     | Mehmet Ali Gülez     |
| 18 | Argentina (bandiera)   | C     | Juan Carlos Corvalan |
| 21 | Germania (bandiera)    | D     | Ingo Berens          |
| 22 | Germania (bandiera)    | P     | Sebastian Schiffczyk |
| 24 | Germania (bandiera)    | C     | André Schmitt        |
| 25 | Stati Uniti (bandiera) | C     | Jamath Shoffner      |
| 26 | Turchia (bandiera)     | A     | Suat Türker          |
|    | Germania (bandiera)    | D     | Daniel Klein         |
|    | Germania (bandiera)    | C     | Sergio Domizio       |
|    | Germania (bandiera)    | C     | Kai Hussong          |
|    | Germania (bandiera)    | C     | Arthur Lau           |

## Organigramma societario
Area tecnica
- Allenatore: Andreas Golombek
- Allenatore in seconda: Dirk Fengler
- Preparatore dei portieri:
- Preparatori atletici:
- Analisi video:

## Calciomercato

### Sessione estiva
| Acquisti | Acquisti             | Acquisti   | Acquisti |
| R.       | Nome                 | da         | Modalità |
| -------- | -------------------- | ---------- | -------- |
| C        | Andreas Backmann     | Karlsruhe  |          |
| C        | Juan Carlos Corvalan | Elversberg |          |
| C        | Dirk Fengler         | Magdeburgo |          |
| D        | Andreas Golombek     | Magdeburgo |          |
| D        | Waldemar Koc         | Magdeburgo |          |
| A        | Ronny Scholze        | Magdeburgo |          |
| A        | Suat Türker          | Hoffenheim |          |

| Cessioni | Cessioni     | Cessioni                      | Cessioni |
| R.       | Nome         | a                             | Modalità |
| -------- | ------------ | ----------------------------- | -------- |
| A        | Jörg Höpfner | Pirmasens                     |          |
| A        | Nicola Lalla | Template:Calcio SC Gresaubach |          |

## Risultati

### Regionalliga

#### Girone di andata
| Arbitro: | Welz |

|                                           |           |  |
| Jakic 38’ Delic 64’ Popović 69’, 82’, 87’ | Marcatori |  |

| Arbitro: | Merk |

|              |           |          |
| Golombek 46’ | Marcatori | 58’ Rapp |

| Arbitro: | Kircher |

|                                |           |  |
| Reeb 24’, 45’ Kovacec 57’, 72’ | Marcatori |  |

| Neunkirchen 10 agosto 2002, ore 14:30 CEST 4ª giornata | Borussia Neunkirchen | 0 – 0 referto | Saarbrücken | Ellenfeldstadion (12 000 spett.)\| Arbitro: \| Sippel \| |
| Arbitro:                                               | Sippel               |               |             |                                                          |

| Arbitro: | Kristek |

|                                              |           |                  |
| Nauroth 15’, 26’ van Buskirk 35’, 62’ (rig.) | Marcatori | 90’ Kriegshäuser |

| Arbitro: | Fleischer |

|  |           |           |
|  | Marcatori | 14’ Maier |

| Arbitro: | Drees |

|                                |           |                                       |
| Tonello 7’, 30’, 65’ Ropic 72’ | Marcatori | 5’ Molter 59’ Flausse 75’ (rig.) Rein |

| Arbitro: | Stark |

|                                               |           |          |
| Flausse 15’, 23’ Golombek 74’ Rein 84’ (rig.) | Marcatori | 68’ Kuci |

| Stoccarda 7 settembre 2002, ore 14:30 CEST 9ª giornata | Kickers Stoccarda | 0 – 0 referto | Borussia Neunkirchen | Waldau-Stadion (3 430 spett.)\| Arbitro: \| Hofmann \| |
| Arbitro:                                               | Hofmann           |               |                      |                                                        |

| Arbitro: | Iaccarino |

|  |           |                           |
|  | Marcatori | 56’ Copado 84’ Zimmermann |

| Arbitro: | Greipl |

|             |           |             |
| Ollhoff 67’ | Marcatori | 23’ Flausse |

| Neunkirchen 29 settembre 2002, ore 17:00 CEST 12ª giornata | Borussia Neunkirchen | 0 – 0 referto | Jahn Ratisbona | Ellenfeldstadion (1 240 spett.)\| Arbitro: \| Walz \| |
| Arbitro:                                                   | Walz                 |               |                |                                                       |

| Arbitro: | Maier |

|                                  |           |  |
| Adzic 31’, 75’ (rig.) Berndt 90’ | Marcatori |  |

| Arbitro: | Schmidt |

|                         |           |                                   |
| Golombek 3’ Flausse 58’ | Marcatori | 49’ Hauser 53’ Misimović 77’ Lahm |

| Arbitro: | Greth |

|                                     |           |                                     |
| Neticha 3’, 15’, 36’, 81’ Simon 10’ | Marcatori | 56’ (rig.) Rein 85’ (rig.) Golombek |

| Arbitro: | Brych |

|  |           |                          |
|  | Marcatori | 76’, 82’ (rig.) Barletta |

| Arbitro: | Kircher |

|             |           |  |
| Rogosic 15’ | Marcatori |  |

| 9 novembre 2002 18ª giornata |  | – turno di riposo |  |  |

| Arbitro: | Lange |

|                            |           |                             |
| Kriegshäuser 3’ Flausse 5’ | Marcatori | 8’ (aut.) Flausse 50’ Fuchs |

#### Girone di ritorno
| Arbitro: | Sahler |

|  |           |                                                |
|  | Marcatori | 16’ (rig.) Stockmann 61’, 66’ Delic 89’ Bastos |

| Arbitro: | Iaccarino |

|                                      |           |  |
| Römer 40’, 80’ Barlecaj 71’ Hagg 83’ | Marcatori |  |

| Arbitro: | Walz |

|  |           |          |
|  | Marcatori | 29’ Reeb |

| Arbitro: | Steinborn |

|            |           |             |
| Örtülü 52’ | Marcatori | 29’ Scholze |

| Neunkirchen 9 marzo 2003, ore 15:00 CET 24ª giornata | Borussia Neunkirchen | 0 – 0 referto | Siegen | Ellenfeldstadion (500 spett.)\| Arbitro: \| Polony \| |
| Arbitro:                                             | Polony               |               |        |                                                       |

| Arbitro: | Schiffner |

|            |           |  |
| Lakies 76’ | Marcatori |  |

| Arbitro: | Greipl |

|            |           |                        |
| Türker 31’ | Marcatori | 9’ (rig.) Deißenberger |

| Arbitro: | Schalk |

|                              |           |  |
| Golombek 21’ (aut.) Bick 71’ | Marcatori |  |

| Arbitro: | Wack |

|  |           |               |
|  | Marcatori | 19’ Shimamura |

| Arbitro: | Karle |

|                                                    |           |  |
| Bucher 15’ Nicu 22’ Copado 30’ Lust 41’ Djappa 75’ | Marcatori |  |

| Arbitro: | Wezel |

|  |           |                                 |
|  | Marcatori | 23’ Throm 33’ Daub 39’ Herdling |

| Arbitro: | Sippel |

|                                                                      |           |                 |
| Peschel 2’ Zani 21’ (rig.), 60’ Papić 23’ (rig.), 74’ Stieglmair 33’ | Marcatori | 67’ (rig.) Rein |

| Arbitro: | Pickel |

|                   |           |                        |
| Türker 29’ (rig.) | Marcatori | 21’ Teber 88’ Boskovic |

| Arbitro: | Fleischer |

|                                    |           |  |
| Guerrero 27’ Hasenhüttl 72’ (rig.) | Marcatori |  |

| Arbitro: | Dingert |

|            |           |  |
| Bucher 40’ | Marcatori |  |

| Arbitro: | Hofmann |

|                     |           |  |
| Barletta 77’ (rig.) | Marcatori |  |

| Arbitro: | Vogler |

|  |           |           |
|  | Marcatori | 7’ Theres |

| 31 maggio 2003 37ª giornata |  | – turno di riposo |  |  |

| Arbitro: | Welz |

|  |           |                              |
|  | Marcatori | 8’ (rig.) Scholze 68’ Bucher |

## Statistiche

### Statistiche di squadra
| Competizione     | Punti | In casa | In casa | In casa | In casa | In casa | In casa | In trasferta | In trasferta | In trasferta | In trasferta | In trasferta | In trasferta | Totale | Totale | Totale | Totale | Totale | Totale | DR  |
| Competizione     | Punti | G       | V       | N       | P       | Gf      | Gs      | G            | V            | N            | P            | Gf           | Gs           | G      | V      | N      | P      | Gf     | Gs     | DR  |
| ---------------- | ----- | ------- | ------- | ------- | ------- | ------- | ------- | ------------ | ------------ | ------------ | ------------ | ------------ | ------------ | ------ | ------ | ------ | ------ | ------ | ------ | --- |
| Regionalliga sud | 18    | 18      | 2       | 6       | 10      | 12      | 25      | 18           | 1            | 3            | 14           | 11           | 49           | 36     | 3      | 9      | 24     | 23     | 74     | -51 |
| Totale           | 18    | 18      | 2       | 6       | 10      | 12      | 25      | 18           | 1            | 3            | 14           | 11           | 49           | 36     | 3      | 9      | 24     | 23     | 74     | -51 |

### Andamento in campionato
| Giornata  | 1  | 2  | 3  | 4  | 5  | 6  | 7  | 8  | 9  | 10 | 11 | 12 | 13 | 14 | 15 | 16 | 17 | 18 | 19 | 20 | 21 | 22 | 23 | 24 | 25 | 26 | 27 | 28 | 29 | 30 | 31 | 32 | 33 | 34 | 35 | 36 | 37 | 38 |
| --------- | -- | -- | -- | -- | -- | -- | -- | -- | -- | -- | -- | -- | -- | -- | -- | -- | -- | -- | -- | -- | -- | -- | -- | -- | -- | -- | -- | -- | -- | -- | -- | -- | -- | -- | -- | -- | -- | -- |
| Luogo     | T  | C  | T  | C  | T  | C  | T  | C  | T  | C  | T  | C  | T  | C  | T  | C  | T  |    | C  | C  | T  | C  | T  | C  | T  | C  | T  | C  | T  | C  | T  | C  | T  | C  | T  | C  |    | T  |
| Risultato | P  | N  | P  | N  | P  | P  | P  | V  | N  | P  | N  | N  | P  | P  | P  | P  | P  |    | N  | P  | P  | P  | N  | N  | P  | N  | P  | P  | P  | P  | P  | P  | P  | V  | P  | P  |    | V  |
| Posizione | 17 | 16 | 18 | 19 | 19 | 19 | 19 | 19 | 19 | 19 | 19 | 19 | 19 | 19 | 19 | 19 | 19 | 19 | 19 | 19 | 19 | 19 | 19 | 19 | 19 | 19 | 19 | 19 | 19 | 19 | 19 | 19 | 19 | 19 | 19 | 19 | 19 | 19 |

Legenda:

Luogo: C = Casa; T = Trasferta. Risultato: V = Vittoria; N = Pareggio; P = Sconfitta.

### Statistiche dei giocatori
| G. Avakhti      | 27 | 0 | 5 | 0 |
| A. Backmann     | 29 | 0 | 3 | 1 |
| I. Berens       | 4  | 0 | 0 | 0 |
| E. Bucher       | 29 | 2 | 4 | 0 |
| J. Corvalan     | 28 | 0 | 8 | 1 |
| S. Domizio      | 7  | 0 | 1 | 0 |
| P. Eiden        | 19 | 0 | 2 | 0 |
| D. Fengler      | 2  | 0 | 0 | 0 |
| R. Flausse      | 19 | 6 | 3 | 0 |
| T. Freyer       | 1  | 0 | 0 | 0 |
| A. Golombek     | 35 | 4 | 4 | 0 |
| M. Gülez        | 6  | 0 | 0 | 0 |
| K. Hussong      | 6  | 0 | 2 | 0 |
| D. Klein        | 1  | 0 | 0 | 0 |
| W. Koc          | 10 | 0 | 1 | 0 |
| B. Kriegshäuser | 32 | 2 | 5 | 0 |
| D. Kulas        | 17 | 0 | 4 | 0 |
| A. Lau          | 1  | 0 | 0 | 0 |
| R. Manu         | 26 | 0 | 7 | 2 |
| M. Molter       | 20 | 1 | 0 | 0 |
| S. Purket       | 35 | 0 | 3 | 0 |
| R. Rein         | 34 | 4 | 8 | 1 |
| S. Schiffczyk   | 1  | 0 | 0 | 0 |
| M. Schmit       | 35 | 0 | 0 | 0 |
| A. Schmitt      | 0  | 0 | 0 | 0 |
| R. Scholze      | 22 | 2 | 4 | 1 |
| J. Shoffner     | 15 | 0 | 0 | 0 |
| S. Türker       | 24 | 2 | 1 | 0 |